# Dammtjärnen (Holmedals socken, Värmland)
Dammtjärnen är en sjö i Årjängs kommun i Värmland och ingår i Göta älvs huvudavrinningsområde. Sjön har en area på 0,0728 kvadratkilometer och ligger 142,6 meter över havet.

## Delavrinningsområde
Dammtjärnen ingår i det delavrinningsområde (659164-128537) som SMHI kallar för Rinner till Stora Le/Foxen-Ö StoraLe. Medelhöjden är 164 meter över havet och ytan är 28,2 kvadratkilometer. Det finns inga avrinningsområden uppströms utan avrinningsområdet är högsta punkten. Vattendraget som avvattnar avrinningsområdet har biflödesordning 3, vilket innebär att vattnet flödar genom totalt 3 vattendrag innan det når havet efter 248 kilometer. Avrinningsområdet består mestadels av skog (62 procent). Avrinningsområdet har 141,99 kvadratkilometer vattenytor vilket ger det en sjöprocent på 27,5 procent.